# How to Save a Life (canção)
"How to Save a Life" é uma canção da banda americana de rock The Fray. A música dá nome ao álbum de estréia da banda, How to Save a Life. Este single foi lançado após o grande sucesso do compacto anterior, "Over My Head (Cable Car)", e chegou no Top 3 da Billboard Hot 100 nos Estados Unidos. A canção já foi baixada 2,865,171 vezes e foi certificada 2x Platina pela RIAA.
Esta canção foi a primeira da banda a fazer sucesso no exterior chegando no topo das paradas de diversos países. "How to Save a Life" entrou no Top 5 da Austrália, da Irlanda, da Suécia e do Reino Unido. A canção estreou no UK Singles Chart na posição #29 em 21 de janeiro de 2007 via download, chegando mais tarde a posição #5 ficando assim por quatro semanas.

## Faixas
| UK CDS 1 |                                            |         |  |
| N.º      | Título                                     | Duração |  |
| 1.       | "How To Save A Life"                       |         |  |
| 2.       | "She Is" (Acústico de Stripped Raw + Real) |         |  |

| UK CDS 1 |                                                        |         |  |
| N.º      | Título                                                 | Duração |  |
| 1.       | "How To Save A Life"                                   |         |  |
| 2.       | "How To Save A Life" (Acústico de Stripped Raw + Real) |         |  |
| 3.       | "She Is" (Acústico de Stripped Raw + Real)             |         |  |
| 4.       | "How To Save A Life" (CD-Rom Video)                    |         |  |